# Чепусов, Игорь Сергеевич
Игорь Сергеевич Чепусов (англ. Igor Chepusov; 1950—2011) — советский и американский продюсер, сценарист, режиссёр, художник, кино- и телеоператор.

## Биография
Игорь Сергеевич родился 16 июля 1950 года в городе Одесса. Игорь был вторым ребенком в семье участника Великой Отечественной войны Сергея Ильича Чепусова и учительницы Антонины Ильиничны Чепусовой (Шариковой). Ребенком Игорь учился в Одесской детской художественной школе.  Игорь окончил архитектурный факультет Одесского инженерно-строительного института в 1973 году по специальности «архитектор» и Киевский театральный институт по специальности «кинооператор» в 1979 году.
Работал на студии им. Довженко, на Одесской киностудии и на студии им. Горького. В качестве оператора-постановщика снял 8 полнометражных фильмов, среди них «Золотая цепь», «Моя Дорогая», «Золотая свадьба», «Ожог» и другие.
22 мая 1990 года Игорь Чепусов вместе с семьёй переезжает в США, где вскоре становится первым оператором первого русско-американского телевидения — RTN. Работает с популярными ведущими Галиной Тодд и Александром Гордоном.
С осени 1993 года становится ведущим телеоператором начавшего работу всеамериканского этнического телеканала WMNB. В этот период Игорь Чепусов снимает огромное количество видео сюжетов, работая как журналист, режиссёр и оператор.
Он единственный снял в 1999 году уникальные материалы о пребывании Рустама Хамдамова в Америке и о блестящей выставке Дмитрия Плавинского в Нью-Йорке, о творчестве английских художников Роя Ферчайлда и Джаннет Треби. Кроме этого Игорь Чепусов снимал регулярные телепрограммы для каналов России и США.
В сотрудничестве с продюсерами и режиссёрами Ефимом Гальпериным, Андреем Загданским и другими Игорь Чепусов участвовал в качестве оператора в создании нескольких документальных фильмов. Снимал сам, как автор и режиссёр, свои фильмы.
Кроме этого Игорь занимался фотографией и живописью. В период с 1992 по 2011 год его работы участвовали в нескольких фотографических и художественных выставках.
Игорь ушёл из жизни 2 августа 2011 года после тяжелой болезни в Нью-Джерси (США).

## Фильмография
- Оператор:[2]
  - Фильмы:
    - 2006 — Костя и Мышь
    - 2000 — Отпечаток[3]
    - 1998 — Девять грамм серебра
    - 1994 — Шемякин
    - 1993 — Camp «Meir»
    - 1990 — Сэнит зон
    - 1988 — Ожог
    - 1987 — Моя дорогая
    - 1987 — Золотая свадьба
    - 1986 — Золотая цепь
    - 1980 — Крупный разговор
    - 1979 — Старик

  - Телепрограммы:
    - С Александром Гордоном «Нью-Йорк, Нью-Йорк» (Россия, телеканал ТВ-6, 1994—1998)
    - С Александром Генисом, Гарри Черняховским, Андреем Загданским «Прогулки по Бродвею» (Россия, телеканал «Культура», 1997—2001)
    - С Гарри Черняховским «Письма из Америки» (Россия, телеканал «Культура» 1998—2000)
    - С Владимиром Гусаровым «Мы здесь живём» (США, канал WMNB, 1996—2000)
- Продюсер, автор и режиссёр — оператор
  - 2010 — Исповедь Иммигранта
  - 2009 — Вид из моего окна
  - 2008 — Отцы и дети
  - 2001 — Вчера и сегодня
  - 1978 — Поезд
  - 1976 — Блики на воде